# Kilitcho Kasusula
Kilitcho Kasusula (ur. 5 sierpnia 1982 w Kisangani) – kongijski piłkarz grający na pozycji obrońcy.

## Kariera klubowa
Kasusula karierę rozpoczynał w 2001 roku w CS Makiso. Następnie grał w AS Kabasha oraz w rwandyjskim Rayon Sports, a w 2004 roku został zawodnikiem klubu TP Mazembe. Grał w nim do końca swojej kariery, czyli do 2019 roku.

## Kariera reprezentacyjna
W reprezentacji Demokratycznej Republica Konga zadebiutował 8 stycznia 2011 roku w wygranym 1:0 towarzyskim meczu z Kenią. Został powołany do kadry na Puchar Narodów Afryki 2013 oraz Puchar Narodów Afryki 2015. Od 2011 do 2015 rozegrał w kadrze narodowej 41 meczów.